# Новорічиця
Новорі́чиця (до 1947 року — Вулька Річицька) — село в Україні, у Зарічненській селищній громаді Вараського району Рівненської області. Населення станом на 1 січня 2007 року становить 1002 особи. До 2020 року — адміністративний центр Новорічицької сільської ради, якій підпорядковувалися села Новорічиця та Голубне. Орган місцевого самоврядування — Зарічненська селищна громада.

## Населення
За переписом населення 2001 року в селі мешкали 973 особи.
Мова
Розподіл населення за рідною мовою за даними перепису 2001 року:
| Мова       | Відсоток |
| ---------- | -------- |
| українська | 99,49 %  |
| білоруська | 0,31 %   |
| російська  | 0,21 %   |

## Історія

Церква у с. Новорічиця

Вперше село згадується на початку XIX століття.
На фронтах німецько-радянської війни брали участь 64 жителі села, з них 34 загинули в боях. Односельцям, які загинули під час німецько-радянської війни, встановлено пам'ятник.
У селі діє загальноосвітня школа III ступеню, будинок культури, бібліотека, фельдшерсько-акушерський пункт, відділення поштового зв'язку.